# Ipoteză
Ipoteza (gr. hypo „sub” și thesis „poziție”) este un model construit numai în limbaj natural sau și cu ajutorul limbajului matematic care încearcă să surprindă calitativ sau cantitativ desfășurarea unui eveniment, să prevadă existența unui obiect, proprietate sau proces, în realitate sau într-un spațiu conceptual fie el formal sau artistic.
Ipoteza este o presupunere enunțată pe baza unor fapte cunoscute cu privire la anumite (legături între) fenomene care nu pot fi observate direct sau cu privire la esența fenomenelor, la cauza sau la mecanismul intern care le produce; presupunere cu caracter provizoriu formulată pe baza datelor experimentale existente la un moment dat sau pe baza intuiției, impresiei etc.
(În matematică) Ansamblul proprietăților date într-o demonstrație și cu ajutorul cărora se obțin noi propoziții. 
Prin intermediul ipotezei omul explorează stările fenomenale, încercând să asambleze modele predictive sau interpretante de stare naturală.
Există ipoteze cu privire la creația și evoluția universului, ipoteze vizând apariția și evoluția vieții pe pământ sau pe alte posibile sisteme planetare aparținând altor stele sau ipoteze asupra unor evenimente istorice insuficient cunoscute. Se construiesc ipoteze asupra direcției și vitezei schimbărilor climatice pe pământ, a evaluării modificărilor de temperatură, distribuție a vânturilor și regimului precipitațiilor în viitoarele decenii, secole sau milenii. Se construiesc ipoteze modelante ale structurii și dinamicii spațiului social, spre exemplu asupra creșterii sau scăderii populației în diferite zone și a cauzelor care le determină.
Sunt realizabile modele ipotetice asupra dezvoltării economice în diferite teritorii, asupra declinului economic, asupra cauzelor care guvernează procesele economice globale, continentale sau locale.
Și cultura este modelabilă ipotetic făcându-se presupuneri asupra direcțiilor de dezvoltare sau evoluție a diferitelor compartimente artistice în corelare cu dezvoltarea științifică și tehnologică accelerată proprie lumii actuale.
Sunt constructibile ipoteze psihologice care încearcă să propună modele comportamentale ale individului bazate pe criterii valorizante și pe motivații personale, să sublinieze factorii sociali sau ereditari care influențează în diferite feluri individualitatea noastră.
În știință, o ipoteză este o legătură între două variabile. Este o supoziție care se bazează provizoriu pe observații și care servește la explicarea anumitor fenomene, dar care nu se poate verifica atât de temeinic prin experiență sau experiment, ca să ajungă pentru a formula o teorie. O ipoteză, care s-a confirmat prin experiment sau experiență (ipoteză "verificată"), respectiv care poate fi dovedită prin concluzii logice care se bazează pe premise valide, poate deveni o teorie sau o parte a unei teorii. O ipoteză care a fost invalidată sau dovedită a fi falsă trebuie înlăturată, modificată sau înlocuită.